# خشم آسگارد ۲
خشم آسگارد ۲ (انگلیسی: Asgard's Wrath 2) یک بازی نقش‌آفرینی اکشن است که توسط سانزارو گیمز توسعه و توسط استودیوهای اکولوس برای هدست‌های واقعیت مجازی سری متا کوئست منتشر شده است. این بازی دنباله خشم آسگارد (2019) است. بازی در دسامبر 2023 در سراسر جهان منتشر شد و به عنوان یک بازی رایگان در زمان راه‌اندازی متا کوئست 3 ارائه شد.